# Нагадакский сельсовет
Нагадакский сельсовет — муниципальное образование в Аургазинском районе Республики Башкортостан Российской Федерации.

## История
Согласно «Закону о границах, статусе и административных центрах муниципальных образований в Республике Башкортостан» имеет статус сельского поселения.

## Население
| 2002  | 2009  | 2010  | 2012  | 2013  | 2014  | 2015  |
| ----- | ----- | ----- | ----- | ----- | ----- | ----- |
| 1768  | ↘1701 | ↘1661 | ↘1624 | ↘1596 | ↘1549 | ↘1469 |
| 2016  | 2017  |       |       |       |       |       |
| ↘1445 | ↘1398 |       |       |       |       |       |

## Состав сельского поселения
По данным справочников административно-территориального деления БАССР (БАССР, 1969; БАССР, 1972; БАССР, 1981) входили 10 населённых пунктов.
| № | Населённый пункт  | Тип населённого пункта          | Население |
| - | ----------------- | ------------------------------- | --------- |
| 1 | Татарский Нагадак | деревня, административный центр | ↗451      |
| 2 | Чувашский Нагадак | деревня                         | ↘408      |
| 3 | Утеймуллино       | деревня                         | ↘379      |
| 4 | Нижние Леканды    | деревня                         | ↘234      |
| 5 | Верхние Леканды   | деревня                         | ↘72       |
| 6 | Усть-Белишево     | деревня                         | ↗57       |
| 7 | Сулейманово       | деревня                         | ↘34       |
| 8 | Нагадак           | деревня                         | ↘14       |
| 9 | Малая Ивановка    | деревня                         | ↘12       |

### Упразднённые населённые пункты
89 км — упразднённый населённый пункт (тип: железнодорожный барак)

### Переименованные населённые пункты
Были переименованы и изменены в статусе: посёлок станции Нагадак и поселение железнодорожный барак 84 км стали в 2005 году соответственно деревней станции Нагадак и деревней железнодорожный барак 84 км; после 10 сентября 2007 года — деревни Нагадак и Малая Ивановка.